# Clan Tōdō
Il Clan Tōdō (藤堂氏?, Tōdō-shi) fu un clan di samurai giapponesi di umili origini, provenienti dal distretto di Inukami, nella provincia di Ōmi. Sotto il dominio di Toyotomi Hideyoshi, i Tōdō governarono Uwajima, nella provincia di Iyo. Durante il periodo Edo governarono gran parte della provincia di Ise e tutta la provincia di Iga quali daimyō del dominio di Tsu, con una rendita di 320.000 koku, sotto lo shogunato Tokugawa.

## Storia
Il clan ebbe molta influenza sotto la guida di Tōdō Takatora (1556–1630), un comandante di grande fiducia al servizio prima di Hashiba Hidenaga, poi di Toyotomi Hideyoshi e Tokugawa Ieyasu, il quale fu architetto di numerosi castelli giapponesi.
Durante il periodo Bakumatsu la defezione del clan Tōdō a favore dell'alleanza Satchō nel 1868 fu un fattore determinante nella sconfitta delle forze Tokugawa nella battaglia di Toba–Fushimi. Il capo del clan fu successivamente insignito dal governo Meiji del titolo di conte col nuovo sistema ereditario della nobiltà denominato kazoku.
Un ramo cadetto del clan, che governava il Dominio di Hisai nella provincia di Ise (53.000 koku), ricevette il titolo di visconte nel periodo Meiji. Un altro ramo cadetto, che governava Nabari nella provincia di Iga (15.000 koku) fu insignito del titolo di barone sempre durante il periodo Meiji.